# (74272) 1998 SC112
(74272) 1998 SC112 – planetoida z pasa głównego asteroid okrążająca Słońce w ciągu 3,75 lat w średniej odległości 2,41 j.a. Odkryta 26 września 1998 roku.